# Patinage artistique aux Jeux olympiques de 1952
Navigation
Saint-Moritz 1948 Cortina d'Ampezzo 1956
Les épreuves de patinage artistique aux Jeux olympiques d'hiver de 1952 se déroulent du 16 au 22 février 1952 à Oslo en Norvège, à la patinoire extérieure de Jordal Amfi pour les figures imposées et au stade du Bislett pour les programmes libres. 
Les compétitions regroupent quinze pays et soixante-trois athlètes (vingt-six hommes et trente-sept femmes). 
Trois épreuves sont disputées :
- Concours Messieurs (le 19 février pour les figures imposées et le 21 février pour le programme libre).
- Concours Dames (les 16 et 17 février pour les figures imposées et le 20 février pour le programme libre)
- Concours Couples (le 22 février)

Lors de la compétition, l'américain Dick Button gagne son second titre olympique et est le premier à réaliser une triple boucle lors d'une compétition.

## Participants
63 patineurs de 15 nations participent aux Jeux olympiques d'hiver de 1952 : 26 hommes et 37 femmes.
Les athlètes d'Allemagne et du Japon sont de nouveau autorisés à concourir aux épreuves olympiques après leur interdiction lors des Jeux de 1948.
L'Australie et les Pays-Bas participent pour la première fois aux épreuves de patinage artistique des Jeux olympiques d'hiver.
| Pays        | Participants Hommes                                                        | Participantes Femmes                                                                    | Nombre d'hommes | Nombre de femmes | Nombre total |
| ----------- | -------------------------------------------------------------------------- | --------------------------------------------------------------------------------------- | --------------- | ---------------- | ------------ |
| Allemagne   | Hermann Braun Paul Falk Freimut Stein                                      | Ria Baran Gundi Busch Helga Dudzinski Erika Kraft Inge Minor                            | 3               | 5                | 8            |
| Australie   | Adrian Swan                                                                | Nancy Burley Gweneth Molony                                                             | 1               | 2                | 3            |
| Autriche    | Kurt Oppelt Helmut Seibt                                                   | Annelies Schilhan Sissy Schwarz                                                         | 2               | 2                | 4            |
| Canada      | Norris Bowden Peter Firstbrook                                             | Frances Dafoe Suzanne Morrow Marlene Smith Vera Smith                                   | 2               | 4                | 6            |
| Danemark    | Per Cock-Clausen                                                           |                                                                                         | 1               | 0                | 1            |
| États-Unis  | Dick Button James Grogan Hayes Alan Jenkins Peter Kennedy John Nightingale | Tenley Albright Virginia Baxter Janet Gerhauser Karol Kennedy Sonya Klopfer             | 5               | 5                | 10           |
| Finlande    | Kalle Tuulos                                                               | Leena Pietilä                                                                           | 1               | 1                | 2            |
| France      | Alain Giletti                                                              | Jacqueline du Bief                                                                      | 1               | 1                | 2            |
| Hongrie     | György Czakó László Nagy Gábor Vida                                        | Eszter Jurek Marianna Nagy Éva Szöllösy                                                 | 3               | 3                | 6            |
| Italie      | Carlo Fassi                                                                |                                                                                         | 1               | 0                | 1            |
| Norvège     | Reidar Børjeson                                                            | Ingeborg Nilsson Bjørg Løhner Øien Bjørg Skjælaaen                                      | 1               | 3                | 4            |
| Pays-Bas    |                                                                            | Lidy Stoppelman                                                                         | 0               | 1                | 1            |
| Royaume-Uni | Raymond Lockwood John Nicks                                                | Jeannette Altwegg Patricia Devries Peri Horne Jennifer Nicks Valda Osborn Barbara Wyatt | 2               | 6                | 8            |
| Suède       | Ulf Berendt                                                                | Britta Lindmark                                                                         | 1               | 1                | 2            |
| Suisse      | Michel Grandjean François Pache                                            | Silvia Grandjean Yolande Jobin Susi Wirz                                                | 2               | 3                | 5            |
| Total       | Total                                                                      | Total                                                                                   | 26              | 37               | 63           |

## Podiums
| Épreuves                      | Or                   | Argent                        | Bronze                      |
| ----------------------------- | -------------------- | ----------------------------- | --------------------------- |
| Messieurs résultats détaillés | Dick Button          | Helmut Seibt                  | James Grogan                |
| Dames résultats détaillés     | Jeannette Altwegg    | Tenley Albright               | Jacqueline du Bief          |
| Couples résultats détaillés   | Ria Falk / Paul Falk | Karol Kennedy / Peter Kennedy | Marianna Nagy / László Nagy |

## Tableau des médailles
| Rang  | Pays        | Médaille d'or, Jeux olympiques | Médaille d'argent, Jeux olympiques | Médaille de bronze, Jeux olympiques | Total |
| 1     | États-Unis  | 1                              | 2                                  | 1                                   | 4     |
| 2     | Allemagne   | 1                              | 0                                  | 0                                   | 1     |
| 2     | Royaume-Uni | 1                              | 0                                  | 0                                   | 1     |
| 4     | Autriche    | 0                              | 1                                  | 0                                   | 1     |
| 5     | France      | 0                              | 0                                  | 1                                   | 1     |
| 5     | Hongrie     | 0                              | 0                                  | 1                                   | 1     |
| Total | Total       | 3                              | 3                                  | 3                                   | 9     |

## Détails des compétitions

### Messieurs
| Rang | Nom                | Nation     | Places | Points  | Fig. impo. | Prog. libre |
| ---- | ------------------ | ---------- | ------ | ------- | ---------- | ----------- |
| 1    | Dick Button        | États-Unis | 9.0    | 192.256 | 1          | 1           |
| 2    | Helmut Seibt       | Autriche   | 23.0   | 180.144 | 2          | 5           |
| 3    | James Grogan       | États-Unis | 24.0   | 180.822 | 3          | 2           |
| 4    | Hayes Alan Jenkins | États-Unis | 40.0   | 174.589 | 5          | 3           |
| 5    | Peter Firstbrook   | Canada     | 43.0   | 173.122 | 4          | 4           |
| 6    | Carlo Fassi        | Italie     | 50.0   | 169.822 | 6          | 7           |
| 7    | Alain Giletti      | France     | 63.0   | 163.233 | 7          | 6           |
| 8    | Freimut Stein      | Allemagne  | 72.0   | 155.956 | 8          | 8           |
| 9    | François Pache     | Suisse     | 92.0   | 139.922 | 9          | 11          |
| 10   | Adrian Swan        | Australie  | 95.0   | 138.689 | 12         | 9           |
| 11   | Kurt Oppelt        | Autriche   | 98.0   | 137.033 | 11         | 10          |
| 12   | György Czakó       | Hongrie    | 112.0  | 132.233 | 14         | 12          |
| 13   | Kalle Tuulos       | Finlande   | 112.0  | 131.211 | 13         | 13          |
| 14   | Per Cock-Clausen   | Danemark   | 112.0  | 133.722 | 10         | 11          |

### Dames
| Rang    | Nom                | Nation      | Places | Points  | Fig. impo. | Prog. libre |
| ------- | ------------------ | ----------- | ------ | ------- | ---------- | ----------- |
| 1       | Jeannette Altwegg  | Royaume-Uni | 14.0   | 161.756 | 1          | 4           |
| 2       | Tenley Albright    | États-Unis  | 22.0   | 159.133 | 2          | 3           |
| 3       | Jacqueline du Bief | France      | 24.0   | 158.000 | 4          | 2           |
| 4       | Sonya Klopfer      | États-Unis  | 36.0   | 154.633 | 3          | 5           |
| 5       | Virginia Baxter    | États-Unis  | 50.0   | 152.211 | 8          | 1           |
| 6       | Suzanne Morrow     | Canada      | 56.0   | 149.333 | 6          | 7           |
| 7       | Barbara Wyatt      | Royaume-Uni | 63.0   | 148.378 | 5          | 11          |
| 8       | Gundi Busch        | Allemagne   | 75.0   | 146.289 | 10         | 6           |
| 9       | Marlene Smith      | Canada      | 92.0   | 143.289 | 11         | 9           |
| 10      | Erika Kraft        | Allemagne   | 89.0   | 143.767 | 9          | 10          |
| 11      | Valda Osborn       | Royaume-Uni | 89.0   | 144.767 | 7          | 13          |
| 12      | Helga Dudzinski    | Allemagne   | 103.0  | 142.767 | 12         | 8           |
| 13      | Vera Smith         | Canada      | 117.0  | 138.220 | 13         | 15          |
| 14      | Nancy Burley       | Australie   | 135.0  | 135.633 | 17         | 14          |
| 15      | Susi Wirz          | Suisse      | 136.0  | 135.578 | 15         | 17          |
| 16      | Annelies Schilhan  | Autriche    | 140.0  | 134.744 | 19         | 12          |
| 17      | Patricia Devries   | Royaume-Uni | 148.0  | 132.811 | 14         | 20          |
| 18      | Yolande Jobin      | Suisse      | 151.0  | 132.478 | 16         | 16          |
| 19      | Sissy Schwarz      | Autriche    | 178.0  | 126.878 | 22         | 18          |
| 20      | Leena Pietilä      | Finlande    | 185.0  | 124.733 | 20         | 21          |
| 21      | Gweneth Molony     | Australie   | 190.0  | 124.344 | 18         | 22          |
| 22      | Lidy Stoppelman    | Pays-Bas    | 193.0  | 123.544 | 21         | 23          |
| 23      | Eszter Jurek       | Hongrie     | 199.0  | 121.478 | 24         | 19          |
| 24      | Ingeborg Nilsson   | Norvège     | 215.0  | 113.322 | 25         | 24          |
| Abandon | Bjørg Løhner Øien  | Norvège     |        |         | 23         |             |

### Couples
| Rang | Nom                                 | Nation      | Places | Points |
| ---- | ----------------------------------- | ----------- | ------ | ------ |
| 1    | Ria Baran / Paul Falk               | Allemagne   | 11.5   | 11.400 |
| 2    | Karol Kennedy / Peter Kennedy       | États-Unis  | 27.5   | 11.178 |
| 3    | Marianna Nagy / László Nagy         | Hongrie     | 31.0   | 10.822 |
| 4    | Jennifer Nicks / John Nicks         | Royaume-Uni | 39.0   | 10.600 |
| 5    | Frances Dafoe / Norris Bowden       | Canada      | 48.0   | 10.489 |
| 6    | Janet Gerhauser / John Nightingale  | États-Unis  | 54.0   | 10.289 |
| 7    | Silvia Grandjean / Michel Grandjean | Suisse      | 53.0   | 10.300 |
| 8    | Inge Minor / Hermann Braun          | Allemagne   | 73.5   | 9.089  |
| 9    | Sissy Schwarz / Kurt Oppelt         | Autriche    | 83.0   | 9.469  |
| 10   | Éva Szöllösy / Gábor Vida           | Hongrie     | 91.5   | 9.244  |
| 11   | Peri Horne / Raymond Lockwood       | Royaume-Uni | 94.0   | 9.133  |
| 12   | Britta Lindmark / Ulf Berendt       | Suède       | 106.0  | 8.756  |
| 13   | Bjørg Skjælaaen / Reidar Børjeson   | Norvège     | 117.0  | 8.346  |